# BAFA (Ben Air Flight Academy)
Ben-Air Flight Academy NV (BAFA) is een voormalige Belgische luchtvaartschool voor beroeps- en lijnpiloten, actief op de luchthavens van Antwerpen (EBAW) en Oostende (EBOS). BAFA heeft als officiële referentienummer BE/ATO-006. Sinds 2022 maakt BAFA deel uit van Deutz Aviation Group. Op 12 januari 2024 vroeg BAFA faillissement aan bij de Belgische overheid.
BAFA was sinds meer dan tien jaar een vaste partner van de Katholieke Hogeschool Vives.

## Vloot
Na de overname, begin 2022, werd besloten de vloot te vernieuwen. De Pipers werden allemaal verkocht en zouden vervangen worden door een vloot van fabrieksnieuwe Diamond-toestellen. In totaal werden er vier nieuwe toestellen gekocht (drie DA40 NG's en een DA42). Om organisatorische redenen zouden deze toestellen ingeschreven worden in Duitsland onder de naam van Deutz Aviation.
De laatste Piper verliet de vloot in augustus 2022. Nadien werden er Diamond- en Piper-vliegtuigen gehuurd, in afwachting van de levering van de eigen Diamond-toestellen. De eerste DA40NG werd op 17/11/2022 vanuit de luchthaven van Wiener-Neustadt overgevlogen naar de luchthaven van Antwerpen.
BAFA beschikte ook over twee vliegsimulatoren: een FNPT II ALX SEP/MEP/JET (de JET is gebaseerd op een Airbus A320) en een FNPT II van Diamond DA-42. 

### Huidige vloot
| Registratie | Type    | Datum in dienst | Opmerkingen                       |
| ----------- | ------- | --------------- | --------------------------------- |
| D-EUTH      | DA40 NG | 17/11/2022      | Long-range tanks en cabin cooling |
| D-GDAA      | DA42-VI | 08/02/2023      |                                   |

### Historische vloot
Van de voormalige lesvliegtuigen begon het ICAO vliegtuigregistratienummer steeds met OO, de landcode van België, gevolgd door TM wat staat voor "Training Machine".

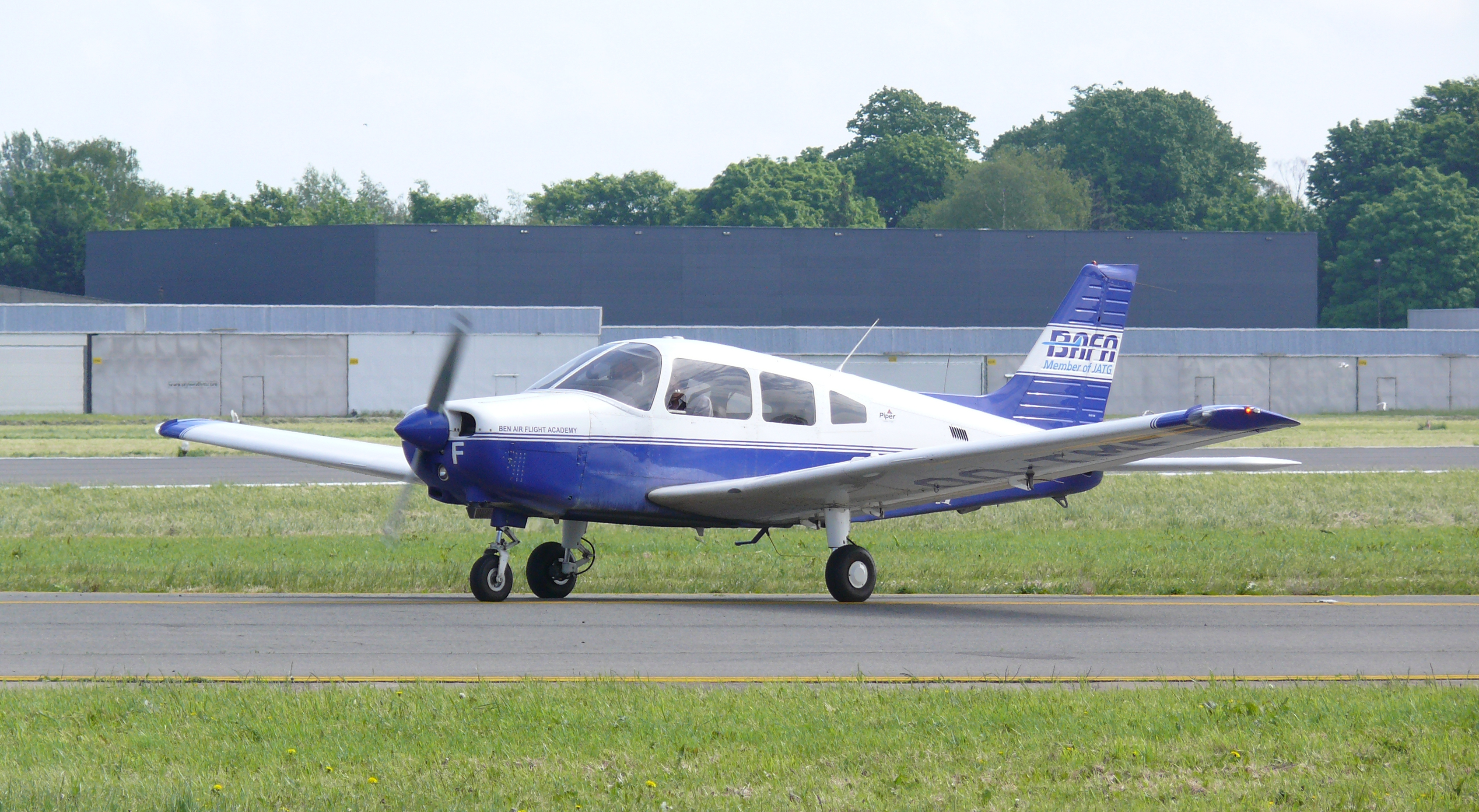
OO-TMK
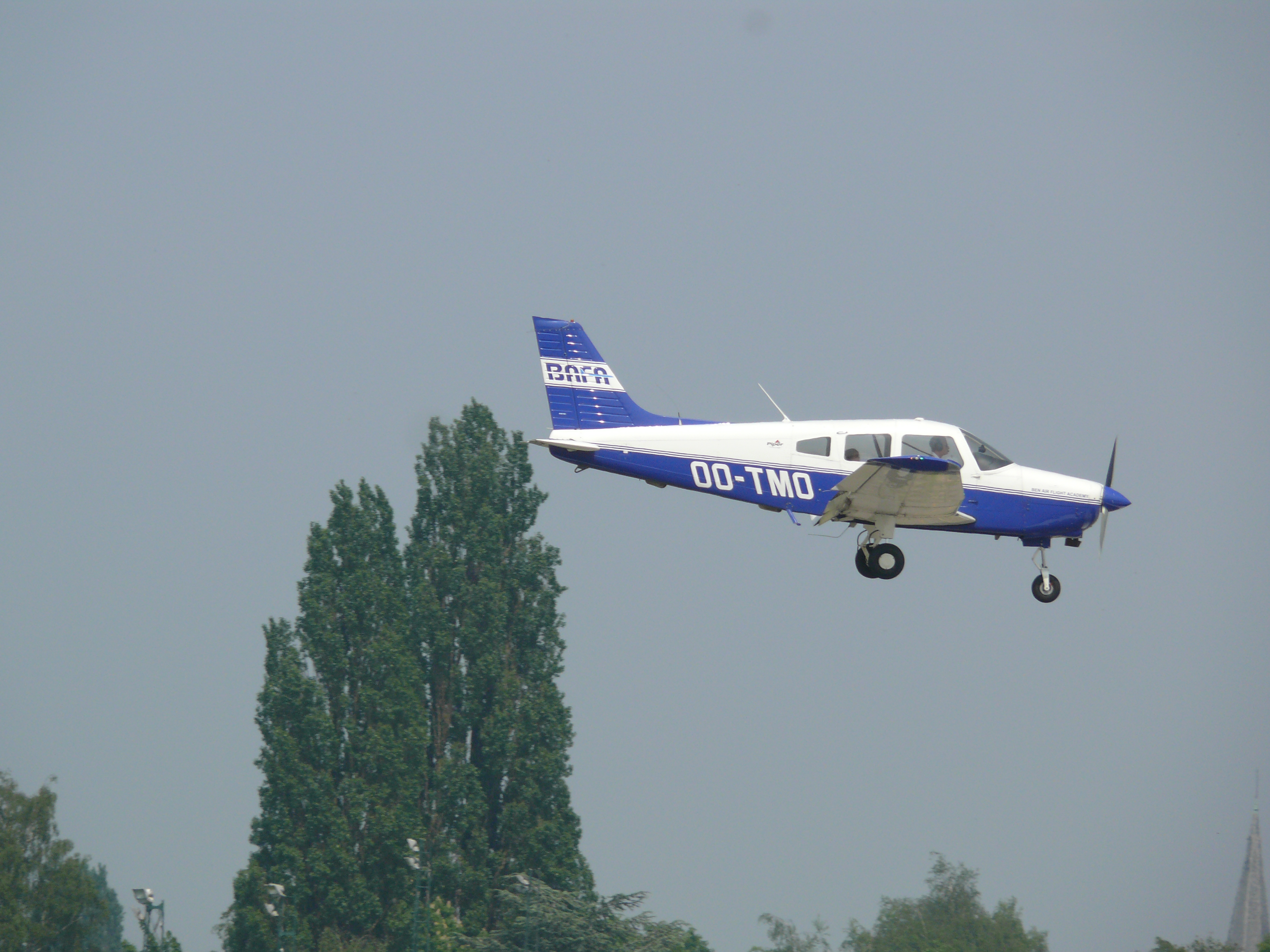
OO-TMO
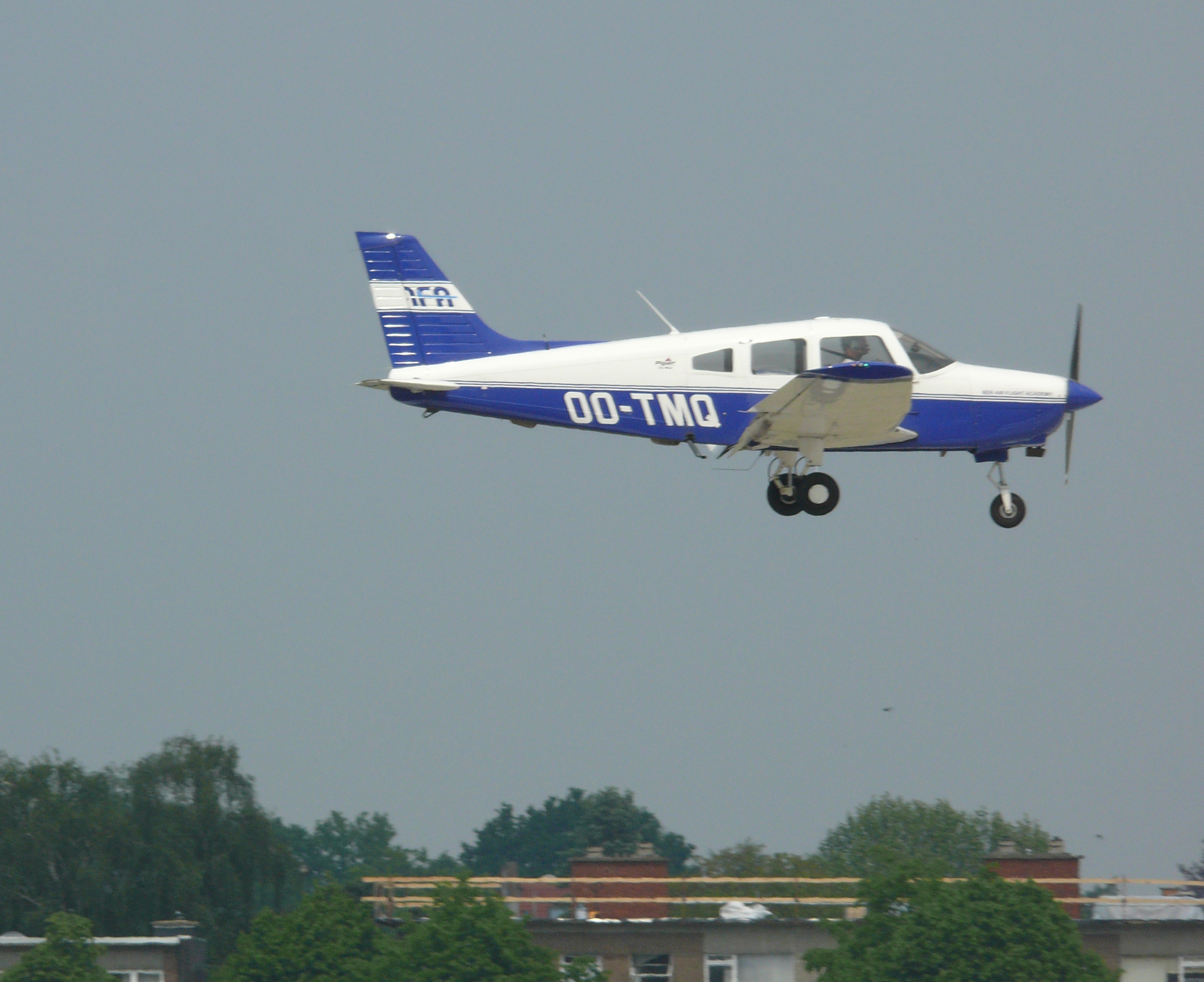
OO-TMQ
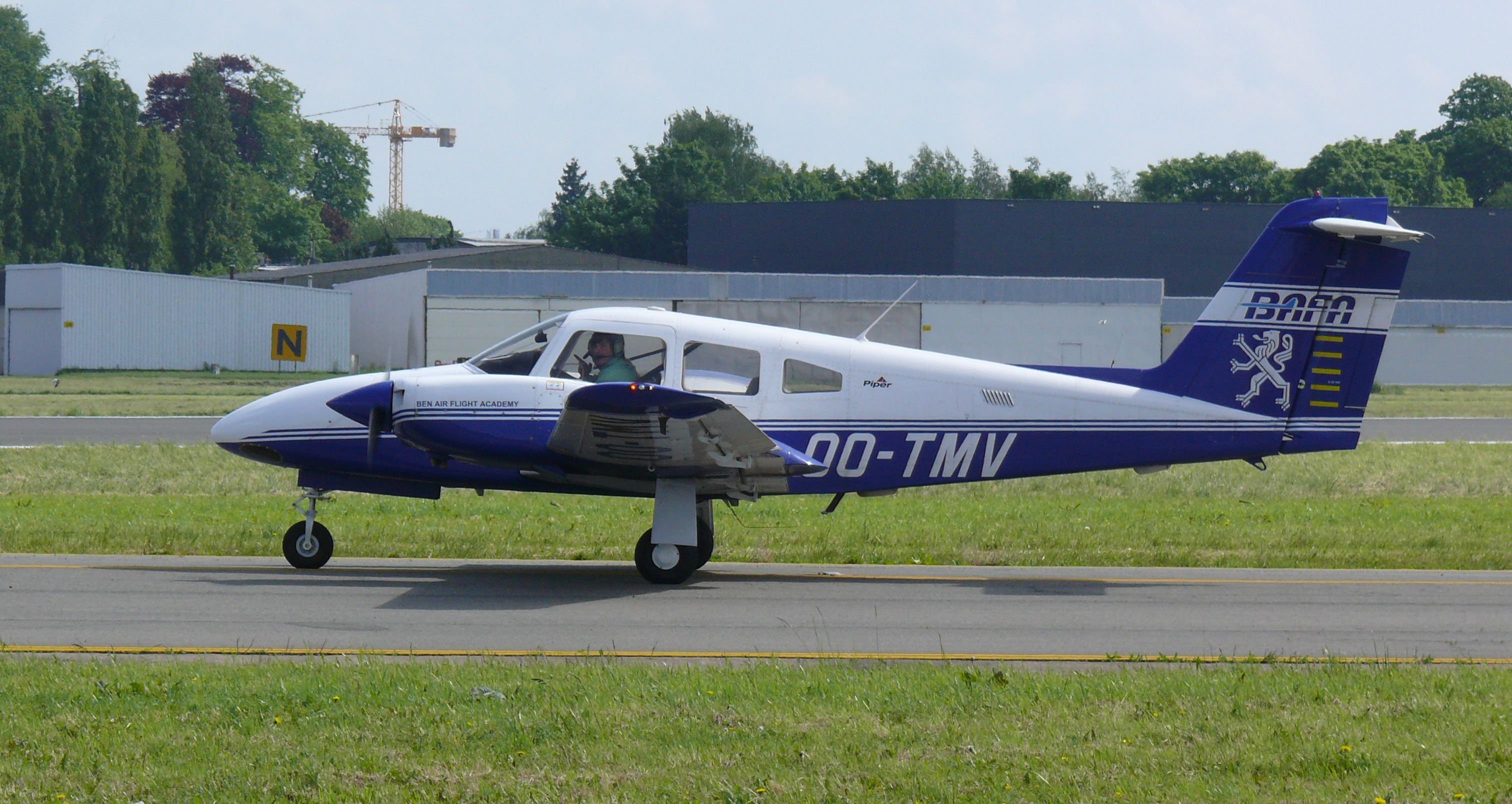
OO-TMV

| Registratie | Type       | Opmerkingen                 |
| ----------- | ---------- | --------------------------- |
| OO-TMC      | Cessna 152 |                             |
| OO-TMD      | Cessna 152 |                             |
| OO-TMF      | PA28       |                             |
| OO-TMG      | PA28       |                             |
| OO-TMH      | PA28       |                             |
| OO-TMI      | PA28       |                             |
| OO-TMK      | PA28       |                             |
| OO-TMN      | PA28       |                             |
| OO-TMO      | PA28       | Uit dienst genomen in 2022  |
| OO-TMP      | PA28       |                             |
| OO-TMQ      | PA28       | Uit dienst genomen in 2022. |
| OO-TMR      | PA28       | Uit dienst genomen in 2022. |
| OO-TMS      | PA44       | Uit dienst genomen in 2011  |
| OO-TMT      | PA28       |                             |
| OO-TMU      | PA28       | Uit dienst genomen in 2022. |
| OO-TMV      | PA44       | Uit dienst genomen in 2022. |
| OO-TMX      | PA28       | Uit dienst genomen in 2018  |

- OO-TMK
- OO-TMO
- OO-TMQ
- OO-TMV

## Cursussen
BAFA had toestemming van het Directoraat-Generaal Luchtvaart (DGLV/BCAA) om de volgende opleidingen te geven:
- PPL (inclusief afstandsonderwijs)
- Integrated ATPL
- Modular ATPL theorie (inclusief afstandsonderwijs)
- Modular CPL
- Additional rating: Night
- SE-IR praktijk
- ME-IR praktijk
- Class rating MEP
- MCC
- Advanced UPRT
- FI
- CRI
- IRI
- MCCI
- FI refresher seminar

## ELP
BAFA was eveneens een officieel ELP-examination center. Men kon dus bij BAFA een ELP-examen afleggen.